# Ancuty
Ancuty [anˈt͡sutɨ] (tiếng Ukraina: Анцути tiếng Ukraina: Анцути Antsuty) là một ngôi làng thuộc khu hành chính của Gmina Narew, thuộc quận Hajnówka, Podlaskie Voivodeship, ở phía đông bắc Ba Lan. Nó nằm khoảng 4 kilômét (2 mi) về phía tây bắc Narew, 23 km (14 mi) về phía bắc của Hajnówka và 30 km (19 mi) về phía đông nam của thủ đô khu vực Białystok.
Làng có dân số 80 người.